# 庄内東部広域農道
庄内東部広域農道（しょうないとうぶこういきのうどう）は、山形県鶴岡市落合の国道112号交差点から飽海郡遊佐町北目の山形県道371号交差点を結ぶ全長約55kmの広域農道である。愛称は庄内こばえちゃライン。

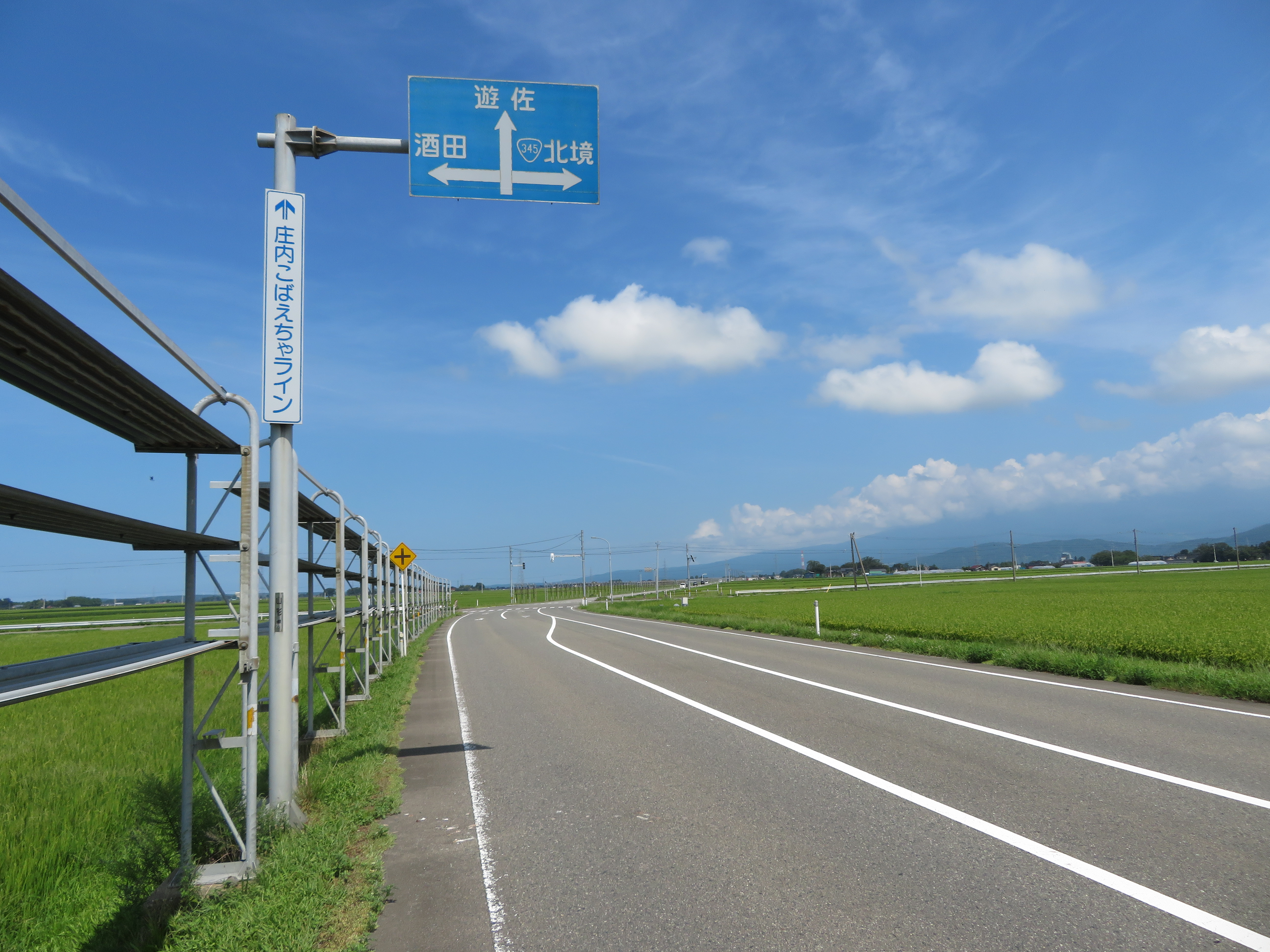
酒田市古青渡付近

庄内地方東部を縦貫し、月山道路から鶴岡市街地、酒田市街地をまったく通らずに秋田県境付近まで直通する抜け道として有効である。道路は直線的だが、重複区間が多い。

## 交差する道路
- 山形県道371号菅里直世下野沢線
- 山形県道374号比子鳥海線
- 山形県道369号比子八幡線
- 山形県道59号酒田八幡線
- 国道344号
- 山形県道367号北境曙線
- 山形県道352号生石酒田停車場線
- 山形県道205号砂越停車場山楯線
- 山形県道40号酒田松山線
- 山形県道360号砂越余目線
- 山形県道117号余目松山線
- 国道47号
- 山形県道342号西袋廻館線
- 山形県道33号庄内空港立川線
- 山形県道115号藤島羽黒線
- 山形県道350号𣗄代鶴岡線
- 山形県道44号余目温海線

### 重複区間
- 山形県道60号酒田遊佐線（遊佐町吉出〜遊佐）
- 国道345号（遊佐町小原田）
- 山形県道369号比子八幡線（酒田市米島〜塚渕）
- 山形県道360号砂越余目線（酒田市砂越〜庄内町平岡）
- 国道345号（鶴岡市藤島）
- 山形県道115号藤島羽黒線（鶴岡市藤島〜羽黒川代山）
- 山形県道44号余目温海線（鶴岡市松根〜落合）

## 沿線に存在する主な施設
- 剣龍山剣積寺
- 剣龍神社
- 刈屋地区（刈屋梨）
- 城輪柵
- 飛鳥神社
- 羽越本線第二最上川橋梁（JR羽越本線列車脱線事故現場）
- 羽黒高等学校
- たらのきだいスキー場
- 春日神社（黒川能舞台）
- 山形自動車道庄内あさひインターチェンジ